# Hospitalidade
Hospitalidade (do latim hospitalĭtas, -ātis) é definido pelo dicionário Michaelis como 1) Ato de hospedar; 2) Qualidade de hospitaleiro; 3) Por extensão, Bom tratamento; amabilidade, gentileza. Os estudos sobre tema mostram que hospitalidade é o ato de acolhimento do outro. O outro poderá ser um viajante, um turista, um estrangeiro, um migrante etc. Acolhimento pode ser definido como oferta de recepção, alojamento, alimentação e entretenimento.

## Sociabilidade primária e dádiva
Do ponto de vista sociológico, a hospitalidade é entendida como uma "sociabilidade primária" (que está base dos vínculos sociais) que se baseia no processo da dádiva e do dom que existem desde as sociedade mais antigas: dar, receber e retribuir. Segundo o antropólogo Marcel Mauss, o processo da dádiva é que mantém os laços sociais e constituiu a base primordial dos contratos.

## Hospitalidade instrumental
Do ponto economicista, a hospitalidade é reduzida à estrutura e a rede de serviços que visa a atender a demanda turística, de lazer e de eventos. Traslado no destino, hospedagem (hotelaria), entretenimento (atrações) e alimentação (restaurantes turísticos). Trata-se de um visão limitadora e instrumental, voltada à gestão de organizações de comércio da hospitalidade e as relações contratuais entre hóspede e empresa.

## Escolas de pensamento sobre a hospitalidade
Pode-se dizer, grosso modo, que há três escolas da hospitalidade:
- Escola francófona: se interessa pela visão da sociabilidade e pelas dimensões doméstica e pública com base na teoria da dádiva de Marcel Mauss[3] e outros autores franceses como Alain Montandon, Emmanuel Levinas, Michel Maffesoli[5] e o argelino Jacques Derrida, dentre outros;[6]
- Escola anglossaxônica: a palavra hospitality em inglês designa 'hotelaria', o que mostra que um estreitamento do tema; os pensadores dessa escola abordam a hospitalidade de forma instrumental reduzindo o processo social da dádiva à hospitalidade comercializada; estuda as organizações que comercializam a hospitalidade: hotéis, restaurantes, operadoras de recepção, transportadoras etc.;
- Escola brasileira: esforça-se em estabelecer pontes entre a visão da hospitalidade como sociabilidade e a visão da hospitalidade turística procurando uma perspectiva mais holística do fenômeno. Autores representativos: Luiz Octávio Lima de Camargo[2] que aborda o tema de forma mais sociológica e Geraldo Castelli,[7] fundador da primeira faculdade de hotelaria no Brasil e autor de várias obras a respeito da gestão hoteleira.

## Tempos e espaços da hospitalidade[2]
|           | Recepcionar                                              | Hospedar                                                                                             | Alimentar                                 | Entreter                                         |
| --------- | -------------------------------------------------------- | --- | ----------------------------------------- | ------------------------------------------------ |
| Doméstica | Receber pessoas em casa, de forma intencional ou casual  | Fornecer pouso e abrigo em casa para pessoas                                                         | Receber em casa para refeições e baquetes | Receber para recepções e festas                  |
| Pública   | A recepção em espaços e órgãos públicos de livre acesso  | A hospedagem proporcionada pela cidade e pelo país, incluindo hospitais, casa de saúde, presídios... | A gastronomia local                       | Espaços públicos de lazer e eventos              |
| Comercial | Os serviços profissionais de recepção                    | Hotéis                                                                                               | A restauração                             | Eventos e espetáculos. Espaços privados de lazer |
| Virtual   | Folhetos, cartazes, folderes, internet, telefone, e-mail | Sites e hospedeiros de sites                                                                         | Programas na mídia e sites de gastronomia | Jogos e entretenimento na mídia.                 |

A noção de hospitalidade é talvez a mais antigo expressão da cultura humana. Na percepção do acolhimento do "outro" é possível de se reconhecer o "eu". Para Camargo (2004, p.52):
Hospitalidade pode ser definida como o ato humano, exercido em contexto doméstico, público e profissional, de recepcionar, hospedar, alimentar e entreter pessoas temporariamente deslocadas de seu hábitat natural".

## Ética da acolhida e hospitalidade incondicional
A filosofia da alteridade e a "ética da acolhida" do autor francês Emmanuel Levinas foram o ponto de partida para o filósofo argelino Jacques Derrida pensar num hospitalidade incondicional no contexto de uma "democracia por vir" ultrapassando a ideia de cidadania mundial e propondo "cidades-refúgio".

## Programas de Pós-Graduação em Hospitalidade no Brasil
Atualmente, existem dois Programas de Pós-Graduação em Hospitalidade:
- Programa de Pós-Graduação em Hospitalidade da Universidade Anhembi Morumbi em São Paulo;[10]
- Programa de Pós-Graduação em Turismo e Hospitalidade da Universidade de Caxias do Sul.[11]